# Grabstichel (Werkzeug)

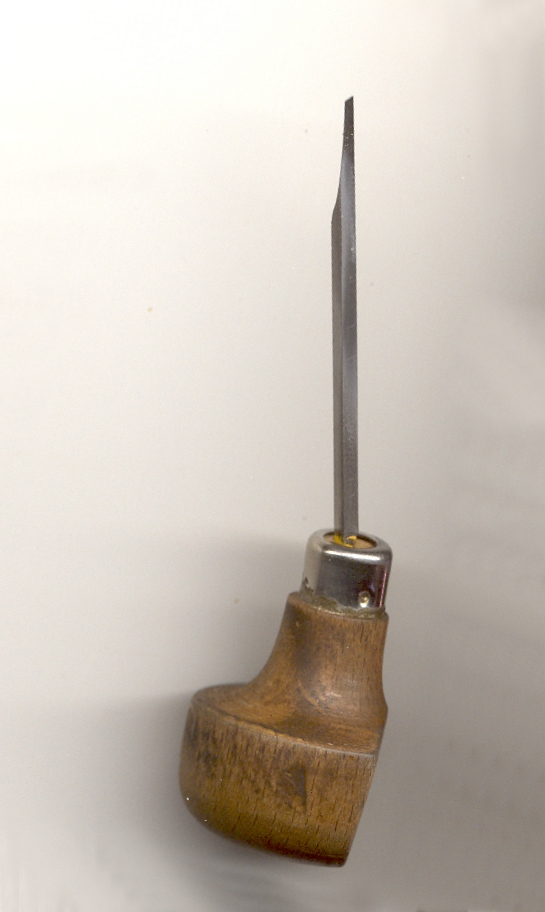
Grabstichel

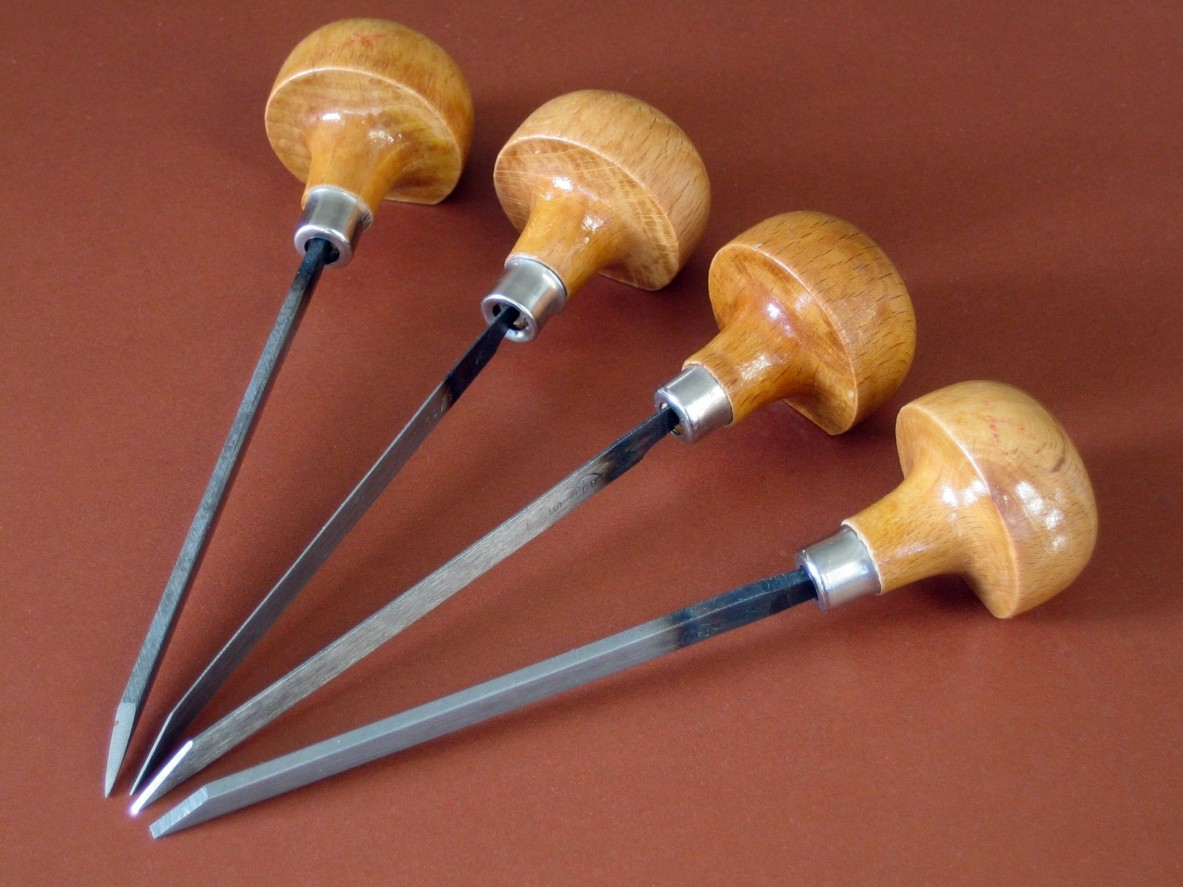
Vier verschiedene Holzstichel

Ein Grabstichel (auch bloß Stichel genannt; früher Zeiger, Burin, Sculper, Scorper) ist ein Gravierwerkzeug, das seit der Renaissance in Gebrauch ist. Er dient vorwiegend der Bearbeitung von Metall (Kupferstich, Stahlstich) oder Holz (Holzstich). 
Der Grabstichel hat einen hölzernen Handgriff und wird fast immer unmittelbar von Hand bewegt und nicht mit einem Hammer geschlagen. Der Handgriff ist meist birnenförmig ausgeprägt, um einen festen Griff zu ermöglichen. Meist ist das der Schneide zugewandte Ende des Griffs abgeplattet, damit die Finger der Vorwärts- oder Abwärtsbewegung nicht hinderlich sind. Die Schneide ist typischerweise aus gehärtetem Stahl.
Die Länge des Grabstichels liegt zwischen 8 und 11 cm. Der Querschnitt kann unterschiedlich ausgeprägt sein. 
Die scharfe Klinge besteht
- aus einer von oben angeschrägten Fläche, auch die Kappe oder der Schild genannt und
- der nach unten gekehrten Kante oder Fläche, die mit der Kappe zusammentrifft und die dadurch die Schneide ergibt (sie wird Bahn oder ventre genannt).

## Geschichte
Mit Entwicklung des Kupfer-, Stahl- und Holzstichs wurde der Grabstichel schnell zu einem bevorzugten Werkzeug für Künstler und sonstige Bearbeiter dieser Werkstoffe. Er gehörte zur Standardausstattung spätmittelalterlicher Werkstätten. In der Frühen Neuzeit gehörte der Stichel bei Inquisitions- und Hexenprozessen zum Instrumentarium der peinlichen Befragung; ob auch ein Einsatz als Folterinstrument erfolgte, ist nicht erwiesen; in mehreren Fällen ist in Prozessakten jedoch überliefert, dass die Angeklagten erst nach Androhung des „Stichelns“ Geständnisse abgaben.

## Formen
Für die verschiedenen Arbeiten sind früher verschiedene Bezeichnungen üblich gewesen oder zum Teil heute noch üblich:
- Grabstichel im engeren Sinne: ausschließlich für Kupfersticharbeiten benutzt
- Messerzeiger (Onglette, knife-toe): im Querschnitt scharf keilförmig, die Schneide des Keils ist die Bahn und bildet mit der dreieckigen Kappe eine sehr scharfe Spitze
- Spitzstichel (spit sticker)
- Flachstichel
- Dreieckiger Stichel
- Boltstichel
- Rundstichel
- Ovaler Stichel
- Fadenstichel

## Sternbild
Nach dem Werkzeug wurde im 18. Jahrhundert das Sternbild Caelum des südlichen Sternhimmels benannt. Siehe Grabstichel (Sternbild).